# THE CHANGING
『THE CHANGING』（ザ チェンジング）は、日本の音楽ユニットB'zの松本孝弘の楽曲。1999年3月25日に3作目のシングルとして発売された。

## 内容
アルバム『KNOCKIN'“T”AROUND 』からの先行シングル。自身3作目となるソロシングルでありマキシシングルで発売された。
CDでは初めて松本がボーカルを務めた曲であり、CDの帯には「B'z LIVE-GYMでしか聴けなかったあの歌声が初CD化!!」というキャッチコピーがつけられた。
本作について松本は、「ずっとソロがやりたかったわけではないけど、稲葉もソロを作り始めたし、せっかくなら自分もやったことのないことに挑戦しようと思って。それなら歌ものの作品を作りたいなという感じでスタートした」と語っている。
カップリングには通常のカラオケだけでなく、ギターでコピー・弾き語りをしてもらいたいという意向からそれぞれのカラオケ版も収録され、初回版には松本直筆のギターコード譜のコピーが付いていた。なお、後のB'zのシングル「愛のバクダン」でも同様の試みが行われた。

## 収録曲
1. THE CHANGING (3:51)
  - 原曲は1995年の「B'z LIVE-GYM Pleasure '95 "BUZZ!!"」ツアーで披露された「Don't ask me baby」[注釈 2]。サビのメロディを除き、新しく書き直されている[1]。
  - PVは京都市にある大覚寺にて撮影された[2]。
2. ONE FOR THE ROAD (3:32)
  - インストゥルメンタル曲。タイトルは「別れを惜しんで酌み交わす一杯」という意味を持つ英語[3]。「B'z LIVE-GYM Pleasure'93 “JAP THE RIPPER”」、「B'z LIVE-GYM Pleasure'95 “BUZZ!!”」（前半）のエンディングSE。ライブビデオ『LIVE RIPPER』にも一部収録されていた[1]。
  - 2012年に発売されたアルバム『Strings Of My Soul』に、「The Moment」と改題されて収録された。
3. THE CHANGING (ORIGINAL TV STYLE) (3:51)
4. THE CHANGING (VOCAL & GUITAR LESS STYLE) (3:53)

## タイアップ
- Music Freak TVCMソング（#1）
- 学習塾の昴 CMソング（九州地区限定）（#1）

## 参加ミュージシャン
- 松本孝弘：ギター、ボーカル・作詞(#1)、全曲作曲・編曲
- 池田大介：全曲編曲
- 山木秀夫：ドラム（#2）
- バカボン鈴木：ベース（#2）
- 小野塚晃（DIMENSION）：ピアノ（#2）
- 生沢佑一（TWINZER）：コーラス（#1）
- 宇徳敬子：コーラス（#1）

## 収録アルバム
THE CHANGING
- KNOCKIN'“T”AROUND（Electric Lady Mix）